# Maria Strömkvist
Anna Svea Maria Strömkvist, tidigare gift Pettersson, född Larsson 25 maj 1964 i Piteå landsförsamling, är en svensk socialdemokratisk politiker.
Strömkvist är bosatt i Ludvika och är utbildad undersköterska. Mellan 2006  och 2014 var hon kommunstyrelsens ordförande i Ludvika och dessförinnan var hon vice ordförande i kommunstyrelsen. 2014 meddelade hon sin avgång som kommunalråd. Strömkvist var invald som riksdagsledamot 2014–2022.